# Oued Naam
Oued Naam (franska: Oued Naam (CR), Oued Naam (Commune Rurale), arabiska: الخنك) är en kommun i Marocko.   Den ligger i provinsen Errachidia och regionen Drâa-Tafilalet, i den nordöstra delen av landet, 400 km sydost om huvudstaden Rabat. Antalet invånare är 5 709.